# Willem Hellema
Willem Hellema (Achlum, 30 november 1831 - Dantumawoude, 4 februari 1906) was een Nederlandse burgemeester.

## Leven en werk
Hellema was een zoon van predikant Hendrik Doekes Hellema en Magdeltje Beekhuis. Hij trouwde in 1865 met Voske Kuipers (1833-1873). Hun dochter Elsje trouwde met Titus Marius ten Berge, burgemeester van Workum en Franekeradeel. Zoon Dirk werd burgemeester in Grootegast en Zaandijk.
Hellema was kandidaat-notaris in Buitenpost. Hij werd in 1869 benoemd tot burgemeester van Achtkarspelen. Hij was daarnaast plaatsvervangend kantonrechter in het kanton Bergum. In 1877 kreeg hij op eigen verzoek eervol ontslag als burgemeester. Vervolgens werd hij benoemd tot notaris in Dantumawoude. 
Hij overleed op 74-jarige leeftijd.